# Гіляровська Ніна Василівна
Ні́на Васи́лівна Гіляро́вська (Мозгова; 4 квітня 1945, с. Телятин, нині Томашівського повіту Люблінського воєводства, Польща) — українська театральна акторка. Народна артистка України з 2003 року. Сестра театрального режисера Михайла Гіляровського.

## Життєпис
1967 — закінчила Київський інститут театрального мистецтва імені Івана Карпенка-Карого (курс Михайла Карасьова).
1967—1969 — акторка Запорізького українського музично-драматичного театру.
1969—1970 — акторка Київського ТЮГу.
З 1970 року  — акторка Національного драматичного театру ім. Івана Франка.

## Ролі
- Альбіна («Адвокат Мартіян» Лесі Українки)
- Баба Параска («Кайдашева сім'я» І. Нечуй-Левицького)
- Годувальниця («Батько» А. Стріндберга)
- Джулія («Поміж небом і землею»)
- Єлизавета («Ярослав Мудрий» І. Кочерги), Варя («Дівчинка і квітень» Т. Ян)
- Зубаржат («В ніч місячного затемнення» М. Каріма)
- Ликера, Сиклета («Зимовий вечір», «За двома зайцями» М. Старицького)
- Люба, Рашель («Останні», «Васса Желєзнова» М. Горького)
- Марія («Вибір» за Ю. Бондарєвим)
- Марта («Таке довге, довге літо» М. Зарудного)
- Мати Йорана Перссона («Ерік XIV» А. Стріндберга)
- Мати Оксани («Урус-шайтан» І. Афанасьєва)
- Параска («Сто тисяч» І. Карпенка-Карого)
- Соня, Ольга («Дядя Ваня», «Три сестри» А. Чехова)